# Osudy dobrého vojáka Švejka (film, 1955)
Osudy dobrého vojáka Švejka jsou český loutkový film režiséra Jiřího Trnky, natočený v letech 1954 až 1955 podle románu Jaroslava Haška „Osudy dobrého vojáka Švejka za světové války“ s použitím ilustrací k tomuto románu od Josefa Lady. Scénář napsali Jiří Trnka, Jiří Brdečka a Jan Werich. Animace: Bohuslav Šrámek, Břetislav Pojar, Jan Karpaš. Kameramanem byl Emanuel Franek. Mluvený doprovod: Jan Werich.
Hudbu složil Václav Trojan. Kromě toho byla použita hudba od Johanna Strausse st. (Radeckého pochod) a písně:
- Maxim z operety Veselá vdova od Franze Lehára
- Lví silou, vzletem sokolím (autor: František Josef Pelz)
- Vesničko má pod Šumavou (hudba: Johann Baptist Blobner, text: Karel Šimůnek)
- Má roztomilá Baruško

Hrál Filmový symfonický orchestr (FISYO) za řízení Milivoje Uzelace. Zpíval Český pěvecký sbor (dirigent: Jan Kühn).
Film má tři episody:
- Z Hatvanu do Haliče (23 minut)
- Švejkovy nehody ve vlaku (21 minut)
- Švejkova budějovická anabase (30 minut)

## Ocenění
- Film získal 1. hlavní cenu v kategorii kreslených a loutkových filmů na 2. mezinárodním festivalu dokumentárních a experimentálních filmů v Montevideu[2]
- Epizoda Z Hatvanu do Haliče získala cena za loutkový film na 8. mezinárodním filmovém festivalu Karlovy Vary[2]

## Pokračování
V roce 1989 byla v československo-německo kooprodukci natočena stejnojmenná devítidílná loutková filmová  série, která loutkové zpracování slavného románu dokončila.